# カオバン攻防戦
カオバン攻防戦またはカオバンの戦い（英語：Battle of Cao Bằng）は、第一次インドシナ戦争においてインドシナ北部のカオバン周辺でフランス極東遠征軍団とベトミンの間で長期間に渡って行われた戦役である。1947年10月に始まり、1949年9月3日に最大の戦闘が行われた。開戦以来、ベトミン部隊がトンキン湾からカオバンにあったフランス軍駐屯地に至る中越国境地帯を走る植民地道4号線の147マイル (237 km)の区間でフランス軍輸送部隊の待ち伏せを行っており、フランス軍は繰り返される待ち伏せ攻撃に対抗して補給路を確保するために、1948年2月の外人部隊による大攻勢など戦力投下を強いられていた。1948年7月25日にはカオバンの野営地がベトミンの2個大隊の攻撃を受け、フランス軍の2個中隊が3日間に渡って持久戦を行った。1948年中には、これ以外にさらに28回の待ち伏せ攻撃が行われた。
1949年2月、ベトミンの5個大隊と迫撃砲部隊がラオカイにあったフランス軍の哨所を奪取し、雨季を通して待ち伏せを行えるようになった。1949年9月3日にタトケを出発した100台の車両からなるフランス軍輸送部隊は、歩兵部隊を伴って16マイル (26 km)に渡って移動することになった。このとき、フランス軍は輸送部隊の規模の関係で車両1台あたり兵士1人しか乗せていなかった。自動火器を装備したベトミンの待ち伏せにより、トラックの先頭20台と最後尾10台は停車させられ、車列中央は砲撃により撃破された。翌日、フランス軍は車列が包囲された丘の頂上を奪還したが、輸送部隊で生き残ったのは負傷者4名だけであった。
カオバンでの戦闘は、これ以後のフランス軍輸送部隊の運用に変化をもたらした。車両は前哨部隊が安全確保し、航空機による監視をつけたうえで、10-12台で哨所から哨所へと移動するようになった。また、1950年までカオバンへの補給は空輸に頼ることになり、車両による護送は中止された。